# Ephemerella needhami
Ephemerella needhami är en dagsländeart som beskrevs av Mcdunnough 1925. Ephemerella needhami ingår i släktet Ephemerella och familjen mossdagsländor. Inga underarter finns listade i Catalogue of Life.